# Seqocrypta jakara
Espèce
Seqocrypta jakara est une espèce d'araignées mygalomorphes de la famille des Barychelidae.

## Distribution
Cette espèce est endémique d'Australie. Elle se rencontre de Gympie au Queensland à Byron Bay en Nouvelle-Galles du Sud.

## Description
Le mâle holotype mesure 15 mm et la femelle paratype 19 mm

## Étymologie
Cette espèce est nommée en l'honneur de Thomas Lane Bancroft (1860-1933).

## Publication originale
- Raven, 1994 : Mygalomorph spiders of the Barychelidae in Australia and the Western Pacific. Memoirs of the Queensland Museum, vol. 35, no 2, p. 291-706 (texte intégral).